# Сиртя
Сихиртя  — в ненецкой мифологии мифический народ, ныне живущий под землёй, боящийся дневного света, обитавший в заполярной тундре до прихода ненцев — «настоящих людей».
Сихиртя описываются как люди очень низкого роста.

## Название
Название народа существует в различных вариантах: в краткой форме — «сиртя», «сирчи»; в полной форме — «сихиртя», «сихирчи». Ненцы перевода этого этнонима не дают.
Существуют различные этимологии данного мифонима: как производное от глагола «сихирць» (приобрести землистый цвет кожи, чуждаться, избегать), от «си» (отверстие, дыра), от названия жука «си» (в которого превращается душа умершего).

## Научные трактовки
Археологические памятники, связанные с досамодийскими обитателями Ямала, исследуются археологами с 1928 года. В железный век (IV век до н. э. — II век н. э.) здесь существовала Усть-Полуйская культура. Культурообразующий памятник, древнее святилище Усть-Полуй на реке Полуй было обнаружено в 1932 году в 4 км от Салехарда.
Учёные предполагают, что усть-полуйцы говорили на палеоазиатских языках. Усть-полуйцы влились в состав ненцев, которые возможно, и называли аборигенов «сиртя».
Также существует версия, что сиртя — ненецкое название племени печора.

## Мифы и народные предания
По ямальским легендам, в незапамятные времена сихиртя пришли на Ямал из-за моря. Сначала они поселились на острове, а затем, когда его берега стали обрушиваться под ударами штормов, переправились на полуостров.
Их образ жизни значительно отличался от ненецкого: они не разводили оленей, вместо этого охотились на диких, носили красивую одежду с металлическими подвесками. В некоторых преданиях сихиртя описываются как хранители серебра и золота или как кузнецы, после которых на земле и под землёй остаются «железки», их дома-сопки представлялись прикреплёнными к вечной мерзлоте железными верёвками.
Однажды сиртя переселились в сопки и стали подземными жителями, на поверхность тундры выходят по ночам или в туман. В своём подземном мире они владеют стадами мамонтов («я-хора» — «земляных оленей»).
Встречи с сиртя одним приносили горе, другим — счастье. Известны случаи женитьбы ненцев на женщинах сиртя. В то же время сиртя могли украсть детей (если те допоздна продолжали игры вне чума), наслать порчу на человека или напугать его.
Есть упоминания и о военных столкновениях ненцев с сиртя, при этом последние отличались не столько ратной доблестью, сколько умением неожиданно скрыться и внезапно появиться вновь.

### Легенда о племени сихиртя
Говорят, давным-давно жили в наших северных краях маленькие люди-сихиртя. Жили они, согласно преданиям, под землёй, в пещерах, под высокими сопками. До наших дней дошли довольно скудные сведения об этом маленьком народе. Легенды рассказывают, что у сихиртя была развита культура. Внешне они были похожи на русских: белокурые, светлоглазые, только очень маленького роста. Сихиртя ловили рыбу, охотничали, тем они и жили. Что странно, люди этого племени днём спали. Жизнь закипала у них ночью. А ещё говорят, сихиртя обладали сверхъестественной силой. По преданиям, обычные люди, увидевшие сихиртя, вскоре умирали.

В давние годы мои соплеменники находили возле обрывов или осыпавшихся курганов черепки красивой глиняной посуды, бронзовые женские украшения и прочие расписные бытовые изделия.

По одной легенде, мимо высокой сопки ехал аргиш. А дело было летом. Проезжая мимо сопки, люди решили сделать привал, дать оленям передохнуть. Решили обследовать сопку. Неожиданно возле травяной кочки обнаружили спящую девушку маленького роста. Девушка была очень красива. На ней была одежда, украшенная расписными пуговицами, серебряными бляшками. Возле девушки лежала туча — мешочек для шитья. Такой невиданной красоты пришлые люди никогда не видели. Мешочек был украшен блестящими, искрящимися на солнце бусами, бисером. Бронзовые ажурные подвески издавали тонкий мелодичный звон. Тут девушка проснулась, резко вскочила на ноги и мигом скрылась в ближних кустах. Только её и видели. Поиски чудесной незнакомки результатов не дали. Как сквозь землю провалилась. Люди покрутились туда-сюда. Нет её да и всё.

Решили тучу-мешочек с собой прихватить. Тронулись они с места, покатили дальше. К концу дня приехали на место, поставили чумы. А ближе к ночи стал раздаваться женский жалобный крик: «Где моя туча?» «Где моя туча?» Говорят, до утра крик раздавался. Никто не осмелился выйти из чума и отнести куда-нибудь в тундру мешочек для шитья, как вы уже догадались, девушки-сихиртя. Семья, у которой находилась эта красивая сумочка, вскоре умерла. А родственники всё равно сохранили эту драгоценную находку. (Говорят, эта туча до сих пор в священной нарте у одного жителя Находкинской тундры).

Как я уже говорила, сихиртя имели сверхъестественную силу. Вот и этот мешочек стал священным атрибутом. Во время болезни человека родственники вешали эту тучу на хорей*, до выздоровления больного.

Мы не знаем, действительно ли жили такие маленькие люди в наших краях. Но из поколения в поколение передаются небольшие легенды о таинственном народе-сихиртя. Возможно, они и жили здесь, коль сохранилась до наших времён песня под названием «Плач девушки-сихиртя». Ведь зачастую легенды имеют под собой реальную почву.

 Надежда Салиндер, газета «Советское Заполярье» (ЯНАО, п. Тазовский), 2000, 10 августа.

### Сихиртя-боги
Конец «времени сихиртя» и наступление «времени ненцев» («людей») подробно описывается в ярабц' «Няхар Сихиртя» (сказитель Пак Худи). Краткое содержание мифа таково:

На Над яра Саля (Мысу с песчаной вершиной) находится стойбище трёх братьев-сихиртя, с которыми живёт их сестра. Однажды к ним прибывают посланники владыки нижнего мира Нга с требованием отдать ему в жёны девушку-сихиртя. Получив отказ, Нга сокрушает землю — в небе сходятся чёрная и белая тучи, раздаётся удар грома, перевернувший Лад яра Саля вверх дном. Лишь девушка-сихиртя чудом уцелела, оставшись в беспамятстве лежать на нарте. Очнувшись, она обнаруживает, что чумы её братьев погрузились под землю, и отныне им уготована жизнь в сопках.
В дальнейшем героине удаётся извлечь из-под земли трёх своих племянников и при их участии восстановить жизнь на Лад яра Саля. Первенствующую роль в этом сыграл Мандо мянг — герой, пришедший на семисаженных лыжах со стороны восхода солнца. В конце концов, главные стихии мира — небо, вода и подземелье — признают могущество новых героев и подчиняются им. Сихиртя становятся богами.

В образе сихиртя имеется много архетипичных черт, связанных с землёй, — по сути, сихиртя являются ненецким аналогом европейских гномов.